# ألان فيرجينيوس
ألان فيرجينيوس (مواليد 3 يناير 2003) هو لاعب كرة قدم فرنسي يلعب في مركز المهاجم في نادي ليل.

## روابط خارجية
- ألان فيرجينيوس على موقع الاتحاد الأوربي (الإنجليزية)
- ألان فيرجينيوس على موقع قاعدة بيانات كرة القدم.إي يو (الإنجليزية)
- ألان فيرجينيوس على موقع ليكيب (الفرنسية)
- ألان فيرجينيوس على موقع Soccerbase.com (لاعب) (الإنجليزية)
- ألان فيرجينيوس على موقع Soccerway.com (الإنجليزية)
- ألان فيرجينيوس على موقع عالم كرة القدم.نت (الإنجليزية)